# Gabriel Mureșan
Gabriel Stelian Mureșan (Sighișoara, Rumania, 13 de febrero de 1982) es un futbolista rumano. Juega de defensa y su equipo actual es el ASA Tîrgu Mureș.

## Biografía
Gabriel Mureșan que actúa de defensa central, aunque a veces es utilizado como centrocampista defensivo.
Empezó su carrera profesional en el Gaz Metan Mediaș en 2004. Esa temporada ayuda al club a quedar segundo en la Liga II (grupo 3) empatado a puntos con el primer clasificado.
Al año siguiente se marcha a jugar con el Gloria Bistrița, equipo con el que debuta en la Liga I. Fue el 24 de septiembre de 2005 en el partido Pandurii Târgu Jiu 2-1 Gloria Bistrița.
En 2007 firma un contrato con su actual club, el CFR Cluj, equipo que tuvo que realizar un desembolso económico de 300000 euros para poder hacerse con sus servicios. Se procama campeón de Liga y Copa en 2008.

## Selección nacional
Ha sido internacional con la Selección de fútbol de Rumania en 2 ocasiones. Su debut con la camiseta nacional se produjo el 2 de junio de 2007 en el partido Eslovenia 1-2 Rumania, cuando Mureșan saltó al campo en el minuto 77 sustituyendo a su compatriota Alin Stoica. 

## Clubes
| Club                | País    | Año       |
| ------------------- | ------- | --------- |
| CS Gaz Metan Mediaș | Rumania | 2004-2005 |
| Gloria Bistrița     | Rumania | 2005-2007 |
| CFR Cluj            | Rumania | 2007-2013 |
| Tom Tomsk           | Rusia   | 2013-2014 |
| ASA Tîrgu Mureș     | Rumania | 2014-     |

## Títulos
- 1 Liga de Rumania (CFR Cluj, 2008)
- 1 Copa de Rumania (CFR Cluj, 2008)
- 1 Supercopa de Rumanía (CFR Cluj, 2008)